# Cybebus
Cybebus là một chi thực vật có hoa trong họ, Orchidaceae.

## Các loài
- Cybebus basalis
- Cybebus bistigma
- Cybebus rufipennis